# 卡門阿皮卡拉
卡門阿皮卡拉（西班牙語：Carmen de Apicalá）是哥倫比亞的城鎮，位於該國中西部，由托利馬省負責管轄，距離首都波哥大 110 公里，始建於1828年7月16日，面積183平方公里，海拔高度310公尺， 2017 年時人口達到8,880人。

## 外部連結
- Homepage (Spanish)